# Geschriebene Sprache

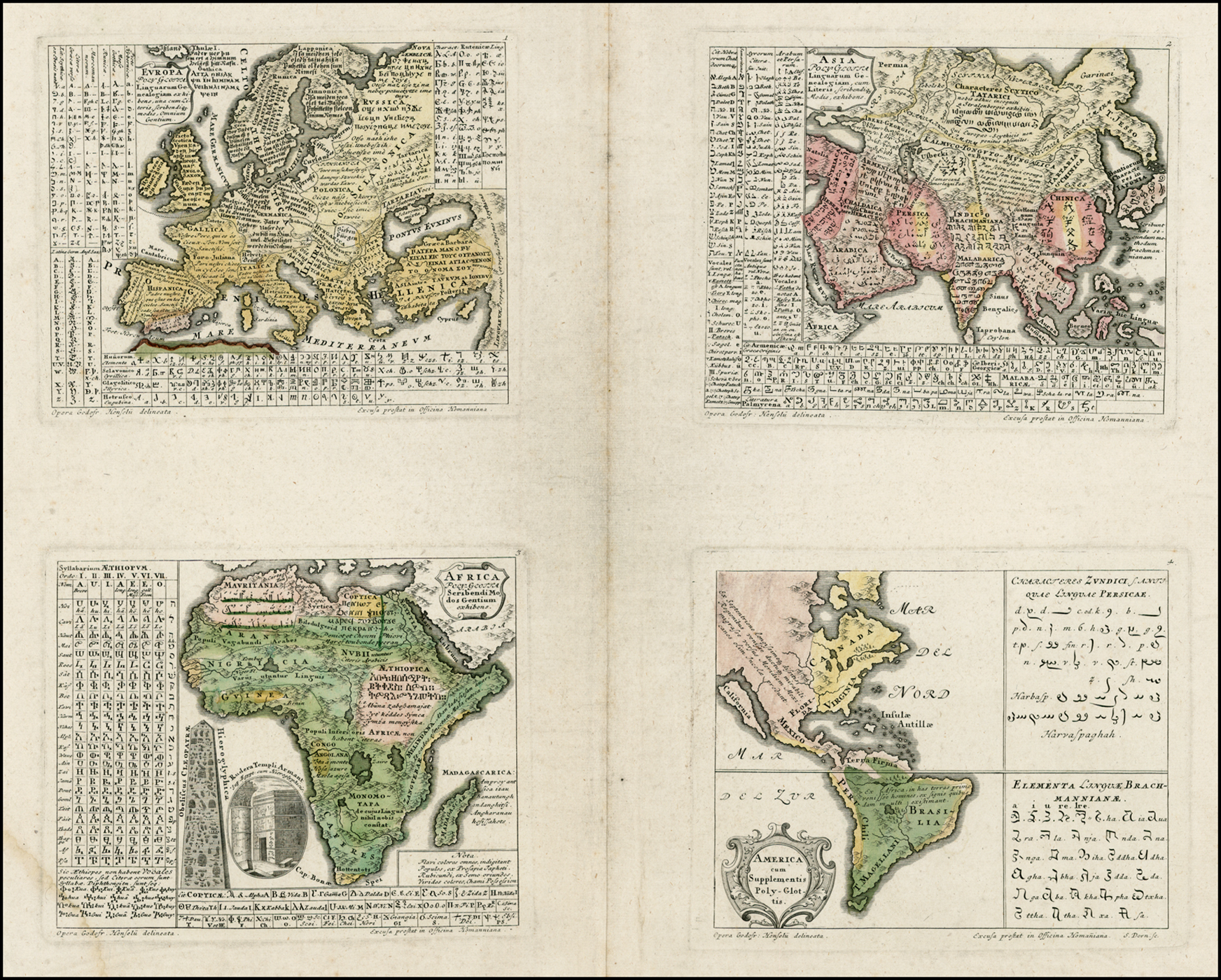
Einige Schriften der Welt in: Synopsis Universae Philologiae (1741)

Die geschriebene Sprache, auch Schriftsprache genannt, bezeichnet eine Erscheinungsform von Sprache, die in Form von Schriftzeichen vorliegt. Sprache in einem schriftlichen Medium steht im Gegensatz zur gesprochenen Sprache.
Zusätzlich zu diesem rein materiellen Aspekt können zwischen geschriebener und gesprochener Sprache auch weitere Unterschiede auftreten, etwa Kopplung an unterschiedliche Varietäten und Sprachnormen, sowie unterschiedliche Verwendungszwecke. Hierdurch ergibt sich eine weitergehende, eigenständige Bedeutung des Wortes Schriftsprache. Geschriebene Sprache setzt mehr kulturelle Techniken voraus (Literalität), also Schreib- und Lesekompetenz. Daher ist es für geschriebene Sprache auch typischer, dass sie sich in Texten manifestiert. Bis zur Erfindung von Tonträgern konnte Sprache nur in geschriebener Form den Moment der Äußerung überdauern.

## Entwicklung und Bedingungen der Schriftkultur
Die volkssprachliche Schriftkultur in Europa erfuhr seit dem 13. Jahrhundert einen Aufschwung durch das Aufblühen der städtischen Kultur. Dieser Aufschwung trug dazu bei, dass nicht nur dem Adel und dem Klerus, sondern weiteren Bevölkerungsschichten der Zugang zur geschriebenen Sprache ermöglicht wurde. Im 14. und 15. Jahrhundert verschwanden allmählich die Signale von konzeptioneller Mündlichkeit (Gesprochene Sprache), die durch das Erscheinen konzeptioneller Schriftlichkeit (Literalität) abgelöst wurden. Treibende Kraft dafür war die Erfindung des Buchdrucks mit beweglichen Lettern, wodurch Bücher und Zeitungen in bis dahin nicht gekannten Auflagen verbreitet und als Archiv verwendet werden konnten. Damit verbunden hat sich bis in die heutige Zeit ein medientypischer Sprachgebrauch entwickelt, dessen Wandel gerade durch die geschriebene Sprache dokumentiert wird.
Heutzutage wird häufig vernachlässigt, welchen kulturellen, soziologischen und temporär situationsbedingten Hintergrund der Schreiber zum Zeitpunkt des Umformulierens von Sprache in Schriftform hatte. Hintergrundwissen ist von großer Bedeutung, um die Intention des Autors verstehen zu können. Weiterhin wird den „Indizien des Schreibens“ (Schriftduktus, Motorik, Schreibwerkzeug) wenig Beachtung geschenkt. Instrumente wie die Schreibmaschine und der Computer haben die Aufzeichnung gesprochener Sprache wesentlich vereinfacht, da man diese mit ihnen nahezu wörtlich schriftlich protokollieren kann.

## Verhältnis von geschriebener zu gesprochener Sprache
Das unterschiedliche Verhältnis von gesprochener und geschriebener Sprache in der Geschichtsschreibung spiegelt sich in drei verschiedenen Positionen wider, in denen die Abhängigkeit der geschriebenen Sprache zur gesprochenen Sprache diskutiert wird.
abhängigkeitstheoretische Ansatz
bezeichnet die geschriebene Sprache als sekundär, d. h. von der gesprochenen Sprache abhängig. Hierbei dient die geschriebene Sprache lediglich der Aufzeichnung von gesprochener Sprache. Geschriebene Sprache ist in ihrer Darstellungsform immer fiktional, da sie sich eines anderen Mediums bedient. Ursprünglich lag sie in gesprochener Form vor.
autonomietheoretische Ansatz
bedeutet, dass die geschriebene Sprache ihrer sekundären Funktion enthoben und der gesprochenen Sprache gleichgesetzt wird. Ihre Vertreter teilen die Auffassung, dass es sich bei gesprochener und geschriebener Sprache um zwei unterschiedliche Formen von Sprache handelt. Außerdem sind sie der Ansicht, dass durch die Auseinandersetzung mit geschriebener Sprache die Erkenntnistätigkeit des Individuums erweitert wird, was Auswirkungen auf seinen Umgang mit der gesprochenen Sprache haben kann.
relativierende Ansatz
wägt beide Positionen gegeneinander ab und erkennt sowohl die relative Eigenständigkeit beider Sprachformen an, als auch die Verbindungen, die zwischen ihnen bestehen.
Immer mehr an Bedeutung gewinnt die Drei-Phasen-These (Planen – Formulieren – Überarbeiten), da Fragen nach der sprachlichen Formulierung von geschriebener Sprache immer erst nach der Vollendung der gedanklichen Planung behandelt werden.